# Richard Dedekind
Julius Wilhelm Richard Dedekind (1831-1916) là nhà toán học người Đức. 

## Tiểu sử
Lúc đầu Dedekind chỉ ham mê vật lý và hóa học, mãi sau ông mới bắt đầu có những nghiên cứu về toán. Năm 19 tuổi, ông bước vào Đại học Göttingen. Hai năm sau, ông bảo vệ luân án tiến sĩ về tích phân Euler trước hội đồng giám khảo mà Carl Friedrich Gauss trở thành thành viên trong hội đồng đó. Năm 1854, Dedekind dạy tại chính Đại học Göttingen. Lần đều tiên, trong năm học 1857-1858, ông có giáo trình về lý thuyết của Évariste Galois và có lẽ lần đầu tiên giáo trình này được giảng dạy. Ông đã đánh giá cao tầm quan trọng của khái niệm nhóm trong đại số và số học. Năm 26 tuổi, Dedekind trở thành Giáo sư của Đại học Durich. Được 5 năm làm việc ở trường này, ông lại đến Trường Kỹ thuật cao cấp Brunswick tới hơn nửa thế kỷ. Ông là người có cơ thể cường tráng và trí óc minh mẫn. Ông không lập gia đình một lần nào cho đến khi mất.

## Những nghiên cứu
Richard Dedekind đã sáng tạo lý thuyết các iđêan trong đại số học. Ông đã tiên đề hóa các công trình số học của mình. Ông cũng có những nghiên cứu về xác suất. Đặc biệt hơn cả đó là công trình toán học nổi tiếng lát cắt Dedekind.

## Những người bạn
Dedekind là bạn của Georg Cantor, Johann Peter Gustav Lejeune Dirichlet và Bernhard Riemann. Dedekind và Cantor gặp nhau lần đầu tiên tại Thụy Sĩ, rồi tái ngộ tại dãy núi Harz. Dedekind là người đã tập hợp và xuất bản các bài giảng và các kết quả nghiên cứu về số học của Dirichlet dưới cái tên Vorlesungen über Zahlentheorie (tiếng Việt: Các bài giảng về số học). Còn về Riemann, Dedekind quen biết ông khi Dedekind bắt đầu trở thành giảng viên của Đại học Göttingen. Điều thú vị là cả Dedekind và Riemann đều là học trò của Gauss.

## Vinh danh
Tên của Richard Dedekind được dùng để đặt cho tiểu hành tinh 19293 Dedekind.